# Operazione Avalanche (film)
Operazione Avalanche è un film del 2016 diretto da Matt Johnson.
Si tratta di un thriller falso documentario americano-canadese sceneggiato dal regista con Josh Boles. Lo stesso Johnson e Owen Williams interpretano gli agenti della CIA che si infiltrano nella NASA per individuare una potenziale talpa, ma si trovano coinvolti in una cospirazione per falsificare lo sbarco sulla Luna della missione Apollo 11 del 1969.

## Trama
Nel 1969 gli Stati Uniti partecipano alla corsa allo spazio con l'obiettivo di vincere sull'Unione Sovietica. Due agenti della CIA, reclutati con il programma "mente brillanti", fanno parte dell'allora piccolo dipartimento audiovisivo (AV) della stessa CIA e lavorano ad un'operazione del regista Stanley Kubrick ma chiedono di passare ad un'altra operazione che li porta ad infiltrarsi nella NASA per individuare una potenziale talpa che lavora per l'Unione Sovietica e che potrebbe pregiudicare la corsa allo spazio.
Una volta alla NASA scoprono che la stessa ha mantenuto segreta la sua incapacità di raggiungere la scadenza del 1969 per lo sbarco sulla Luna dell'Apollo 11, con un piano per coprire il problema abbattendo la capsula dell'Apollo 11 (uccidendo i veri astronauti) e incolpando i Sovietici. Quando i giovani agenti scoprono che la missione sulla Luna può eseguire tutto tranne lo stesso atterraggio lunare, vengono coinvolti in un complotto per usare le loro abilità audiovisive per simulare la parte di atterraggio. Vanno anche a imparare una tecnica particolare da Stanley Kubrick che sta girando un film sullo spazio. Mentre la loro operazione prosegue con successo, la squadra diventa sempre più paranoica di essere osservata, dalla talpa legata all'Unione Sovietica o dalla stessa CIA.
Mentre la missione Apollo 11 si avvicina, la squadra seppellisce sottoterra copie di quello che diventa il filmato trovato anni dopo in un verdeggiante campo rurale.

## Produzione
La produzione si è svolta a Toronto, Houston e Washington, DC, a partire dal 30 giugno 2014. Le scene della NASA sono state girate sul posto. Per ottenere il permesso, Johnson disse loro che stava girando un documentario studentesco. Scene aggiuntive sono state realizzate attraverso l'applicazione liberale delle leggi sul fair use recentemente più permissive.
Nel video gli attori interpretano se stessi ed usano i loro stessi nomi per cui è possibile riconoscere il regista così come lo sceneggiatore.

## Distribuzione
L'operazione Avalanche è stata presentata in anteprima al Sundance Film Festival. Johnson aveva ricevuto un'offerta per la prima del film al Toronto International Film Festival, ma aveva rifiutato, ragionando che il film sarebbe andato perso nel gran numero di film proiettati lì. Lionsgate lo ha distribuito negli Stati Uniti il 16 settembre 2016.

## Accoglienza
Rotten Tomatoes riferisce che il 69% dei 51 critici intervistati ha dato al film una recensione positiva; la valutazione media è di 6,4/10. Metacritic ha valutato il punteggio di 69/100 sulla base di 18 recensioni. Peter Debruge di Variety ha scritto: "L'acrobazia selvaggia e illegale di Matt Johnson e Owen Williams offre un grande successo con la sua folle premessa". John DeFore di The Hollywood Reporter lo ha definito un "fantasy simpatico, se non sempre convincente, che prende molto vantaggio dalla sua atmosfera d'epoca".

## Riconoscimenti
- 2017 - Canadian Screen Awards
  - Candidatura Miglior film
  - Candidatura Miglior regista a Matt Johnson
  - Candidatura  Miglior suono a Matt Chan
  - Candidatura  Miglior montaggio del suono a Matt Chan, James Patrick and Frieda Bay
  - Candidatura  Migliori costumi a Megan Oppenheimer
  - Candidatura  Migliori effetti visivi a Tristan Zerafa
- 2017 - Kingston Canadian Film Festival
  - People's Choice Award a Matt Johnson